# Filip Ernest Hohenlohe-Waldenburg-Schillingsfürst
Filip Ernest I Hohenlohe-Waldenburg-Schillingsfürst (ur. 29 grudnia 1663 w Schillingsfürst, zm. 29 listopada 1759 tamże) – senior linii na Waldenburgu i hrabia od 1697, senior rodu Hohenlohe od 1715, a od 1744 pierwszy książę Hohenlohe-Waldenburg-Schillingsfürst, członek tajnej rady, szambelan i przedstawiciel dyplomatyczny cesarza w Okręgu Szwabskim, członek tajnej rady Arcybiskupstwa Moguncji i Biskupstwa Würzburga. Fundator w 1757 i pierwszy wielki mistrz książęcego domowego Orderu Złotego Płomienia (później przemianowanego na Order Feniksa).
Syn hrabiego Ludwika Gustawa (1634–1697) i Marii Eleanory von Hatzfeld-Gleichen. Philipp Ernst z pierwszą małżonką Franciszką Barbarą von Welz hrabianką Hohenlohe-Neuenstein miał czterech synów: Wolfganga Ernesta, Karola Juliusza, Filipa Ernesta i Filipa Karola oraz jedną córkę Karolinę (wszyscy zmarli przed śmiercią ojca), a z drugą żoną Marią Anną Eleonorą hrabianką Oettingen-Wallerstein miał jednego syna Karola Alberta I (1719–1793).